# Izbarkan
Izbarkan est une série de bande dessinée.
- Scénario et dessins : Olivier Dutto
- Couleurs : Sylvie Bonino et Lyse

Lorsque Olivier Dutto rejoint l'attelier Gottferdom, il a un projet de gags avec des pirates. Comme il fallait un rapport avec la science fiction ou le fantastique, il transforma ce pirate en sorcier en faisant 2 trous dans son chapeau pour qu'il puisse passer les yeux. Voilà, le personnage d'Izbarkan est né.

## Albums
- Tome 0 : Izbarkan le sorcier 06/1999

Cet album est en fait consacré pour moitié à la série Izbarkan et pour moitié à la série Kegoyo et Klamédia.
- Tome 1 : C'est pas sorcier ! 07/2000

Malheureusement cette série ne rencontrant pas le succès, elle fut arrêtée. Les strips parus dans Lanfeust Mag restent inédits en albums.

## Publication

### Éditeur
Soleil Productions

### Périodiques
Cette bande dessinée est parue dans le magazine Lanfeust Mag.